# 아곤 국립 연구소

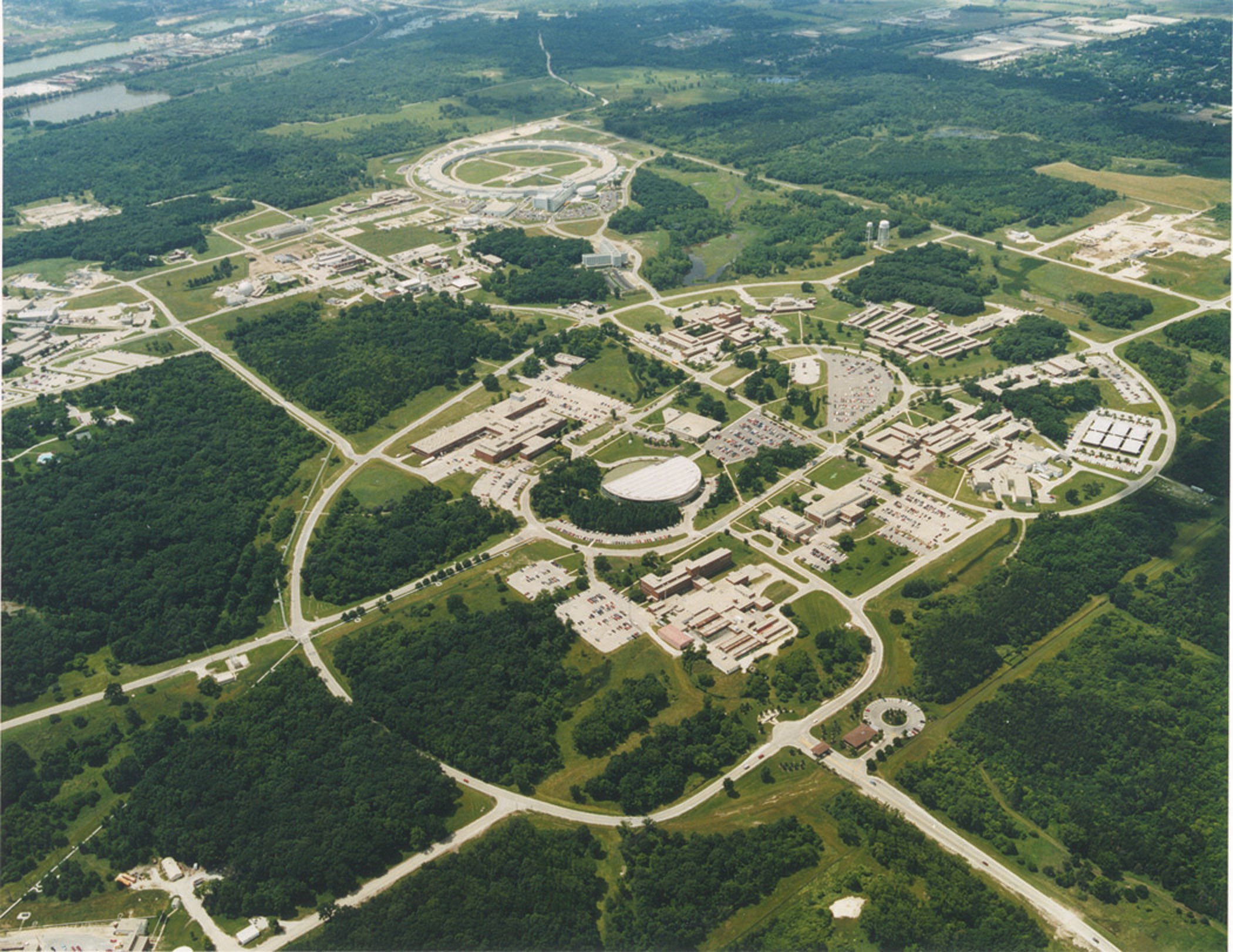
아곤 국립 연구소의 모습

아곤 국립 연구소(Argonne National Laboratory)는 미국의 국립 연구소로 1946년 설립되었다. 미 중부 일리노이주 레몬트에 소재한다. 시카고 대학의 금속공학과가 전신이며 현재 고에너지물리학 분야에서는 MINOS, CDF, ATLAS, ZEUS 등 다양한 실험에 참여하고 있다.

## 같이 보기
- 자동 정리 증명